# サラ・アーメッド
サラ・アーメッド（Sara Ahmed、1969年8月30日 - ）は、イギリスとオーストラリアの二重国籍を持つ著作家、学者。
ジェンダー研究が専門で、クィア理論やフェミニスト理論、ポストコロニアル理論の交差性について研究している。

## 生い立ち
イングランドのサルフォードにて、パキスタン人の父とイングランド人の母の下に生まれる。その後、1970年代初めにオーストラリアのアデレードへと家族で引っ越した。彼女の研究テーマである移民や出自、異質な存在やアイデンティティの問題は、こういった彼女自身の経験と強く結びついている。その後、アデレード大学を卒業し、カーディフ大学大学院にて博士号を取得した。現在はケンブリッジ郊外にてパートナーのサラ・フランクリンと共に生活している。

## 経歴
1994年からランカスター大学女性学研究センターに籍を置き、2004年までの11年間ここを拠点に活動した。同年にロンドン大学ゴールドスミス・カレッジに招聘され、メディア・アンド・コミュニケーション学部所属となり、フェミニスト研究センターの初代所長となった。これに際し同カレッジは「ゴールドスミスにおけるフェミニズムの歴史を強固にし、将来を形作る」と述べた。その後2009年春に米国ニュージャージー州にあるラトガース大学の女性研究科長に就任した。さらに2013年にはケンブリッジ大学ジェンダー研究センターの教授に就任し、「強情な女性たちー意志の歴史とフェミニズム」という題で研究を行った。そして、2015年には全米女性研究協会の年次総会にて基調講演を行った。しかしその翌年、ゴールドスミス・カレッジの職員による学生へのセクシャルハラスメントに抗議して同カレッジを辞任し、在野の研究者として仕事を続けることを表明した。

## 理論・主張

### インターセクショナリティ
インターセクショナリティ（交差性）はアーメッドのフェミニズムにとって必要不可欠である。彼女は「インターセクショナリティがスタート地点であり、もし我々が力の働き方について説明する場合にはここから始めなければならない。」と述べている。彼女はベル・フックスの意見に賛同し、「もし我々が性差別等を根絶したいのであれば、現代社会を構成する人種差別・植民地主義なども同時に見なければならない。」とも述べている。アーメッドにとってインターセクショナリティとは、「我々がどこから来たのかを説明する」ものであるが、同時に彼女は「それを経験するとき、苛立ちや疲労、痛みを経験する可能性がある」とも述べている。
彼女にとってインターセクショナリティが重要なのは、それ自身が自分のフェミニズムや自己認識を定義づけているからである。彼女は「私はある時はレズビアン、ある時は有色人種、ある時はフェミニストといった存在ではなく、常にそれらのすべてを兼ね備えている。そして有色人種のレズビアン・フェミニズムはこれらを常に粘り強く実現させる。」と述べている。

### フェミニスト・キルジョイ
アーメッドは、フェミニズムの実践はフェミニストとして生きる上で必須であると考えている。アーメッドが掲げるキルジョイ・マニフェストでは、フェミニズムを実践するなかで具現化されてくるものが、伝統的な家父長制の中で生きる人々と衝突を起こすと述べている。そのため、フェミニストとは他人の喜び（joy）を殺す（kill）存在であると述べている。

## 主な著書

### 単著
- Differences that Matter: Feminist Theory and Postmodernism (1998) ISBN 0521597617
- Strange Encounters: Embodied Others in Post-Coloniality (2000) ISBN 978-0-4152-0185-8
- The Cultural Politics of Emotion (2004) ISBN 978-0-4159-7254-3
- Queer Phenomenology: Orientations, Objects, Others (2006) ISBN 978-0-8223-3914-4
- The Promise of Happiness (2010) ISBN 978-0-8223-4725-5
- On Being Included: Racism and Diversity in Institutional Life (2012) ISBN 978-0-8223-5236-5
- Willful Subjects (2014) ISBN 978-0-8223-5783-4
- Living a Feminist Life (2017) ISBN 978-0-8223-6319-4 『フェミニスト・キルジョイ: フェミニズムを生きるということ』飯田麻結訳 人文書院 2022
- What's the Use? On the Uses of Use (2019) ISBN 978-1-4780-0650-3
- Complaint! (2021) ISBN 978-1-4780-1771-4